# Euler Hermes

Euler Hermes to grupa ubezpieczeniowo-finansowa, powstała w wyniku fuzji niemieckiego ubezpieczyciela kredytu Hermes Kreditversicherungs AG z międzynarodową grupą Euler, w której dominującą pozycję zajmuje francuski ubezpieczyciel Euler SFAC.

## Euler Hermes na świecie
Cała grupa Euler Hermes należy do koncernu Allianz AG, z siedzibą w Monachium. Biorąc pod uwagę bezpośrednio zaangażowany kapitał, głównym udziałowcem grupy jest należący do Allianz AG francuski ubezpieczyciel majątkowy Assurances Générales de France S.A.(AGF), który posiada ponad 67% udziałów w Euler Hermes. Prywatni akcjonariusze, w tym szwajcarski reasekurator Swiss Re, posiadają ponad 28% akcji. Euler Hermes samodzielnie dysponuje pakietem 3% własnych akcji.
Główne obszary działalności grupy Euler Hermes to ubezpieczenie należności, polubowna i sądowa windykacja należności, ocena kondycji finansowej podmiotów gospodarczych, analizy branżowe, gwarancje ubezpieczeniowe.
Łącznie wszystkie podmioty prowadzące działalność ubezpieczeniową w grupie Euler Hermes ubezpieczają co roku obrót ponad 725 miliardów Euro, co stanowi aż 38% całego obrotu ubezpieczanego na świecie.
S&P Global Ratings przyznał Euler Hermes rating AA-.

## Euler Hermes w Polsce

### Historia
W Polsce grupa Euler Hermes obecna jest od 1998 roku. Początkowo, pod nazwą Hermes Serwis Ubezpieczeń Kredytowych Sp. z o.o., firma prowadziła działalność jako agent Towarzystwa Ubezpieczeniowego Allianz Polska S.A. Od połowy 2003 roku na podstawie licencji wydanej przez Ministerstwo Finansów, grupa oferuje ubezpieczenie należności we własnym imieniu i na własny rachunek jako Towarzystwo Ubezpieczeń Euler Hermes S.A.